# NGC 5424
NGC 5424 este o galaxie lenticulară situată în constelația Boarul. A fost descoperită în 25 aprilie 1883 de către Ernst Wilhelm Tempel. Se află la o distanță de 73,45 de megaparseci de Pământ.